# Symfonia pastoralna (film 1946)
Symfonia pastoralna (fr. La symphonie pastorale) – francuski melodramat z 1946 roku w reżyserii Jeana Delannoy.  Zdjęcia kręcono w szwajcarskim kantonie Vaud.

## Opis fabuły
W maleńkiej alpejskiej wsi umiera stara kobieta. Wezwany do umierającej miejscowy pastor, zastaje w ubogiej chałupie kilkuletnią dziewczynkę – na wpół zdziczałą, niewidomą kalekę. Aby oszczędzić jej losu sieroty zabiera ją do swego domu. Po latach dziewczynka imieniem Gertruda wyrasta na piękną kobietę. Jest oczkiem w głowie pastora, oddaną mu bez reszty wychowanicą. Z czasem uczucia pastora do młodej dziewczyny zaczynają być czymś więcej niźli tylko rodzicielską miłością. Wkrótce w domu pastora zjawia się jego syn – Jacques, który zakochuje się w pięknej dziewczynie. Pastor nie chce zaakceptować tego związku, boi się stracić Gertrudę i zdaje sobie sprawę, że jej kalectwo wyklucza ją z normalnego życia. Sytuacja zmienia się, gdy Gertruda przechodzi udaną operację oczu i odzyskuje wzrok. Ale również wtedy pastor nie zgadza się na ślub dwojga młodych ludzi. Cała sytuacja przekształca się w poważny konflikt rodzinny. Gertruda uważając, że to ona jest jego powodem i nie widząc wyjścia z trudnej sytuacji, popełnia samobójstwo, tonąc w górskiej rzece.

## Obsada aktorska
- Pierre Blanchar – pastor Martens
- Jean Desailly – Jacques Martens
- Michele Morgan – Gertruda
- Line Noro – żona pastora
- Jacques Louvigny – Casteran
- Mona Dol - siostra Claire
- Rosine Luguet – Charlotte Martens
- Andree Clement – Piette
- Robert Demorget – młody Jacques
- Albert Glado – Paul Martens
- Florence Briere – przyjaciółka Gertrudy
- Germaine Michel – kobieta w domu na farmie
- Helene Dassonville – panna de la Grange

i inni. 

## O filmie
Kolejny film Jeana Delannoya – jednego z czołowych reżyserów kina francuskiego połowy XX w. – spotkał się z życzliwym przyjęciem krytyków. Na 1. MFF w Cannes otrzymał trzy nagrody: dla najlepszego filmu, za najlepszą rolę kobiecą dla Michele Morgan i za oprawę muzyczną. Po latach obraz uznawano za dzieło "wskrzeszające na ekranie najcenniejsze walory klasycznej szkoły francuskiego kina". Cieszył się również sporym powodzeniem pośród publiczności. 